# وحیدرضا دستورانی
وحیدرضا دستورانی (متولد ۲۲ دی ۱۳۷۹ در سبزوار) بازیکن فوتسال باشگاه تیپ ۳۷۷ نزاجا مشهد در پست دروازه‌بان می‌باشد. وی سابقهٔ بازی در تیم‌های استعدادهای درخشان مشهد، اتحاد اراک و راگا شهرری را دارد و چندین بار به اردوهای تیم‌های ملی پایه فوتسال ایران، تیم ملی دانش‌آموزی و تیم ملی دانشجویی دعوت شده است.

## افتخارات

### باشگاهی
- قهرمانی لیگ برتر نوجوانان همراه با فدک‌الزهرا مشهد (۱۳۹۶)
- قهرمانی لیگ برتر جوانان همراه با استعدادهای درخشان مشهد (۱۳۹۸)
- سومی لیگ برتر امید همراه با استعدادهای درخشان مشهد (۱۳۹۸)

## دعوت به اردوهای ملی
- اردوی تیم ملی المپیک فوتسال ۱۳۹۶
- اردوی تیم ملی دانش‌آموزی فوتسال ۱۳۹۸
- اردوی تیم ملی زیر ۲۰ سال فوتسال ۱۳۹۸
- اردوی تیم ملی دانشجویی فوتسال ۱۳۹۹ و ۱۴۰۲